# کوه لما
کوه لما (به انگلیسی: Lemah Mountain) یک کوه در ایالات متحده آمریکا است که در واشینگتن واقع شده‌است.